# Tiago Filipe Figueiras Gomes
Tiago Filipe Figueiras Gomes (n. 19 august 1985, Vila Franca de Xira, Portugalia) este un fotbalist portughez, care a fost împrumutat de FC Steaua București de la Estrela Amadora (Portugalia) pentru sezonul 2008-2009, cu opțiune de cumpărare. Fotbalistul lusitan a început fotbalul profesionist la clubul Estoril Praia, trecând, de asemenea, și pe la Oriental, Odivelas și Estrela Amadora. A mai fost împrumutat, o scurtă perioadă de timp, la gruparea spaniolă Malaga. Crescut la școala de fotbal a clubului Benfica Lisabona, Gomes a jucat la toate grupele de vârstă ale echipei naționale a Portugaliei, cu excepția selecționatei de seniori. Din 2009 evoluează la echipa spaniolă Hercules Alicante.